# Vårtblommossa
Vårtblommossa (Schistidium frisvollianum) är en bladmossart som beskrevs av H. Blom 1996. Vårtblommossa ingår i släktet blommossor, och familjen Grimmiaceae. Enligt den svenska rödlistan är arten otillräckligt studerad i Sverige. Arten förekommer i Övre Norrland. Artens livsmiljö är våtmarker, jordbrukslandskap. Inga underarter finns listade i Catalogue of Life.